# Tilletia kenyana
Tilletia kenyana är en svampart som beskrevs av Vánky 2004. Tilletia kenyana ingår i släktet Tilletia och familjen Tilletiaceae.   Inga underarter finns listade i Catalogue of Life.